# Henri Frédéric Amiel

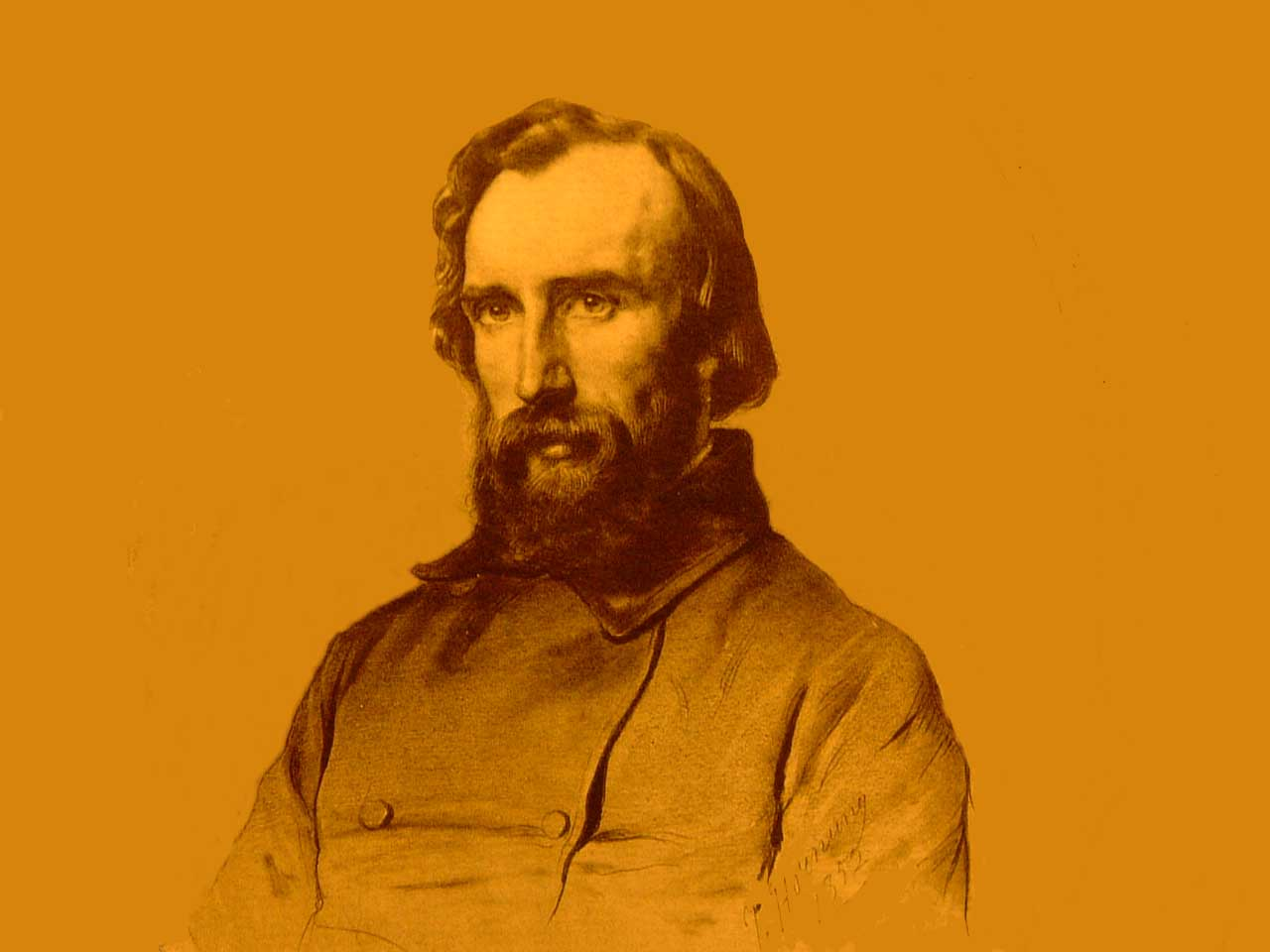
Henri Frédéric Amiel 1852.

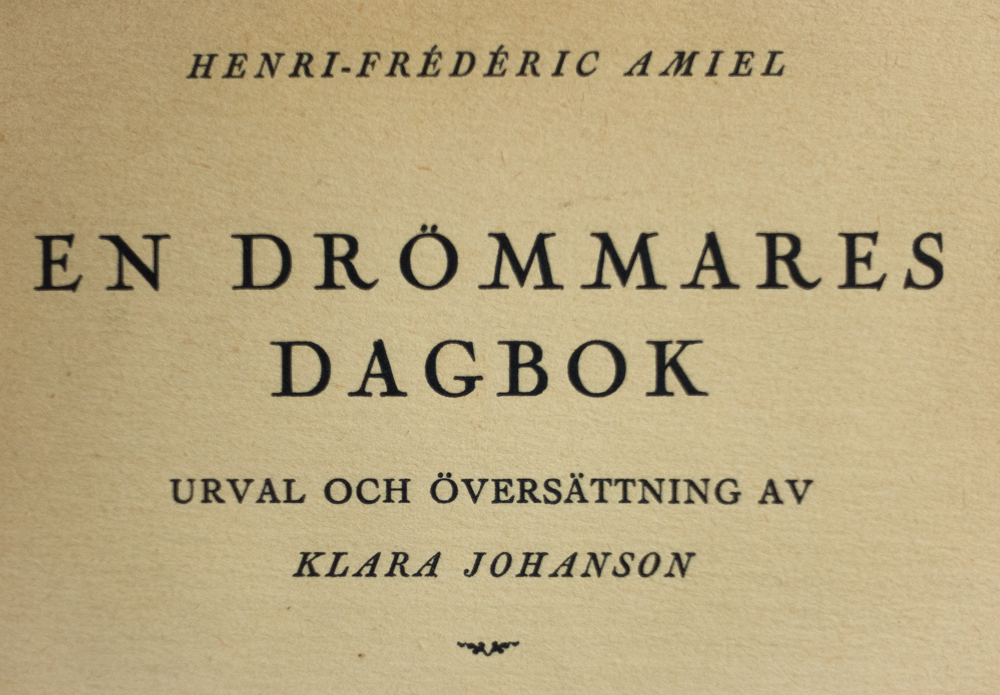
En drömmares dagbok. Del av titelsidan i utgivningen från 1925.

Henri Frédéric Amiel, född 27 september 1821 i Genève, död 11 maj 1881 i Genève, var en schweizisk författare tillika professor i estetik och filosofi vid universitetet i Genève.
Amiel utgav diktsamlingar präglade av tungsinne och grubbel. Störst intresse har emellertid hans dagboksanteckningar, Fragments d'un journal intime, i urval och översättning till svenska av Klara Johanson: En drömmares dagbok, utgivna efter hans död. Genom Amiels djupgående självanalys, som förs så långt att spontanitet och handlingskraft alldeles förlamas och diktaren drivs att ta sin tillflykt till drömmens värld, utgör dagboksanteckningarna ett psykologiskt dokument av största värde.